# Libellago xanthocyana
Libellago xanthocyana – gatunek ważki z rodziny Chlorocyphidae.